# Elecciones municipales de 2019 en Zaragoza
Las elecciones municipales de 2019 se celebraron en Zaragoza el domingo 26 de mayo, de acuerdo con el Real Decreto de convocatoria de elecciones locales en España dispuesto el 1 de abril de 2019 y publicado en el Boletín Oficial del Estado el 2 de abril. Se eligieron los 31 concejales del pleno del Ayuntamiento de Zaragoza, a través de un sistema proporcional (método d'Hondt), con listas cerradas y un umbral electoral del 5 %.

## Candidaturas
En abril de 2019 fueron proclamadas 19 candidaturas.

## Resultados
Los resultados completos correspondientes al escrutinio definitivo se detallan a continuación:
| Candidatura                                            | Candidatura                                                                | Votos   | %                               | Escaños                         |
| ------------------------------------------------------ | -------------------------------------------------------------------------- | ------- | ------------------------------- | ------------------------------- |
|                                                        | Partido Socialista Obrero Español (PSOE)                                   | 92 823  | 28,00                           | 10                              |
|                                                        | Partido Popular (PP)                                                       | 73 065  | 22,04                           | 8                               |
|                                                        | Ciudadanos-Partido de la Ciudadanía (Cs)                                   | 60 552  | 18,26                           | 6                               |
|                                                        | Zaragoza en Común-Izquierda Unida-Partido GZ-Anticapitalistas Aragón (ZeC) | 33 423  | 10,08                           | 3                               |
|                                                        | Podemos-Equo (Podemos-Equo)                                                | 20 551  | 6,20                            | 2                               |
|                                                        | Vox (Vox)                                                                  | 20 458  | 6,17                            | 2                               |
| Chunta Aragonesista (CHA)                              | Chunta Aragonesista (CHA)                                                  | 15 311  | 4,62                            | 0                               |
| Partido Aragonés (PAR)                                 | Partido Aragonés (PAR)                                                     | 5608    | 1,69                            | 0                               |
| Plataforma Ñ (PAÑ)                                     | Plataforma Ñ (PAÑ)                                                         | 2584    | 0,78                            | 0                               |
| Partido Animalista Contra el Maltrato Animal (PACMA)   | Partido Animalista Contra el Maltrato Animal (PACMA)                       | 2079    | 0,63                            | 0                               |
| Demos+ (Demos+)                                        | Demos+ (Demos+)                                                            | 782     | 0,24                            | 0                               |
| Escaños en Blanco (EB)                                 | Escaños en Blanco (EB)                                                     | 768     | 0,23                            | 0                               |
| Partido Comunista de los Trabajadores de España (PCTE) | Partido Comunista de los Trabajadores de España (PCTE)                     | 229     | 0,07                            | 0                               |
| Movimiento Aragonés Social (MAS)                       | Movimiento Aragonés Social (MAS)                                           | 219     | 0,07                            | 0                               |
| Falange Española de las JONS (FE de las JONS)          | Falange Española de las JONS (FE de las JONS)                              | 212     | 0,06                            | 0                               |
| Tierra Aragonesa (TA)                                  | Tierra Aragonesa (TA)                                                      | 188     | 0,06                            | 0                               |
| Federación de los Independientes de Aragón (FIA)       | Federación de los Independientes de Aragón (FIA)                           | 184     | 0,06                            | 0                               |
| Partido Comunista de los Pueblos de España (PCPE)      | Partido Comunista de los Pueblos de España (PCPE)                          | 164     | 0,05                            | 0                               |
| Estado Aragonés (EA)                                   | Estado Aragonés (EA)                                                       | 160     | 0,05                            | 0                               |
| Votos en blanco                                        | Votos en blanco                                                            | 2112    | 0,64                            | n/a                             |
| Votos válidos                                          | Votos válidos                                                              | 331 472 | 100,00                          | 31                              |
| Votos nulos                                            | Votos nulos                                                                | 1342    | Participación: \| \| 65,80 % \| | Participación: \| \| 65,80 % \| |
| Votantes                                               | Votantes                                                                   | 332 814 | Participación: \| \| 65,80 % \| | Participación: \| \| 65,80 % \| |
| Electores                                              | Electores                                                                  | 505 756 | Participación: \| \| 65,80 % \| | Participación: \| \| 65,80 % \| |
|                                                        | 65,80 %                                                                    |         |                                 |                                 |

## Concejales electos
Relación de concejales electos:
| N.º | Nombre                         | Lista | Lista        |
| --- | ------------------------------ | ----- | ------------ |
| 1   | María Pilar Alegría Continente |       | PSOE         |
| 2   | Jorge Azcón Navarro            |       | PP           |
| 3   | Sara Fernández Escuer          |       | Cs           |
| 4   | Luis Miguel García Vinuesa     |       | PSOE         |
| 5   | María Navarro Viscasillas      |       | PP           |
| 6   | Pedro José Santisteve Roche    |       | Zec          |
| 7   | Inés Ayala Sender              |       | PSOE         |
| 8   | Víctor Manuel Serrano Entío    |       | Cs           |
| 9   | Ángel Carlos Lorén Villa       |       | PP           |
| 10  | José María Arnal Alonso        |       | PSOE         |
| 11  | Violeta Barba Borderías        |       | Podemos-Equo |
| 12  | Julio José Calvo Iglesias      |       | Vox          |
| 13  | María del Carmen Herrate Cajal |       | Cs           |
| 14  | Rosa María Cihuelo Simón       |       | PSOE         |
| 15  | Patricia María Cavero Moreno   |       | PP           |
| 16  | María Luisa Broto Bernués      |       | ZeC          |
| 17  | Horacio Royo Rospir            |       | PSOE         |
| 18  | Javier Rodrigo Lorente         |       | Cs           |
| 19  | Carolina Andreu Castel         |       | PP           |
| 20  | María Ángeles Ortiz Álvarez    |       | PSOE         |
| 21  | Natalia Chueca Muñoz           |       | PP           |
| 22  | María Fe Antoñanzas García     |       | Cs           |
| 23  | Alfonso Gómez Gámez            |       | PSOE         |
| 24  | Alberto Cubero Serrano         |       | ZeC          |
| 25  | Alfonso Mendoza Trell          |       | PP           |
| 26  | Fernando Rivarés Esco          |       | Podemos-Equo |
| 27  | María Dolores Ranera Gómez     |       | PSOE         |
| 28  | María Carmen Rouco Laliena     |       | Vox          |
| 29  | Cristina García Torres         |       | Cs           |
| 30  | Ignacio Magaña Sierra          |       | PSOE         |
| 31  | Paloma Espinosa Gabasa         |       | PP           |